# 酒井和夫 (実業家)
酒井 和夫（さかい かずお、1947年2月28日 - ）は、日本の実業家。三菱ガス化学代表取締役社長、代表取締役会長を経て、同社相談役。

## 人物・来歴
東京都出身。1971年早稲田大学政治経済学部卒業、日本瓦斯化学工業（現三菱瓦斯化学）入社。芳香族化学品カンパニー管理部長を経て、2001年取締役芳香族化学品カンパニー第二事業部長兼同カンパニー管理部長に昇格する。2003年取締役常務執行役員芳香族化学品カンパニープレジデント。2005年取締役常務執行役員財務経理センター・原料物流センター管掌。2007年から代表取締役社長を務め、海外拠点の拡大や健康食品原料生産事業からの撤退などを行った。2013年代表取締役会長。